# Мартазанов, Арсамак Магомедович
Арсамак Магомедович Мартазанов (ингуш. Мартазанаькъан Мухьмада Арсамак; род. 8 октября 1960, Гамурзиево, Чечено-Ингушская АССР) — российский ингушский литературовед и государственный деятель. Доктор филологических наук (2007), профессор (2003), ректор Ингушского государственного университета (2001—2021).

## Биография
Родился 8 октября 1960 года в селе Гамурзиево Назрановского района ЧИАССР (сейчас административный округ города Назрань). В 1982 году с отличием окончил филологический факультет Чечено-Ингушского государственного университета (ЧИГУ, сейчас Чеченский государственный университет).
В 1982 году направлен на стажировку в Ленинградский государственный университет (ЛГУ, сейчас Санкт-Петербургский государственный университет). В 1983—1984 годах проходил срочную службу в Вооружённых силах СССР, после чего продолжил стажировку. В 1986 году поступил в аспирантуру ЛГУ, в 1992 году защитил диссертацию на соискание учёной степени кандидата филологических наук.
До 1994 года работал в ЧИГУ на кафедре отечественной литературы (русской литературы XX века).
С 1994 года работает в Ингушском государственном университете (ИнгГУ). В 1994—1995 годах являлся деканом филологического факультета, в 1995—1999 годах — проректором по учебной части, в 1999—2001 годах — заведующим кафедрой русской и зарубежной литературы. В 2001 году избран ректором ИнгГУ. В 2006, 2011 и 2016 годах переизбирался. В 2021 году покинул должность по собственному желанию.
В 2003 году получил учёное звание профессора. В 2007 году защитил диссертацию «Идеология и художественный мир „деревенской прозы“: В. Распутин, В. Белов, В. Астафьев, Б. Можаев» и получил учёную степень доктора филологических наук.
Женат, четверо детей.

## Научная деятельность
Область научных интересов — русская литература. Является автором 44 публикаций в РИНЦ, имеющих 128 цитирований из РИНЦ, в том числе 5 публикаций в ядре РИНЦ; индекс Хирша по РИНЦ — 6, по ядру РИНЦ — 2.
Являлся членом диссертационного совета по филологии Северо-Осетинского государственного университета.

## Награды
- Почётный работник высшего профессионального образования Российской Федерации (2003)[1]
- Орден «За заслуги» (Ингушетия; 2004)[1]
- Заслуженный деятель науки Ингушетии (2005)[1]